# Thomas Crane (illustrateur)
Pour les articles homonymes, voir Thomas Crane.
Thomas Crane, né en 1843 et mort en 1903, est un illustrateur et directeur artistique anglais chez Marcus Ward & Co. connu pour ses livres pour enfants colorés et ses cartes de vœux décorées qui incorporaient souvent des motifs floraux.

## Biographie
Crane est le fils aîné de Thomas Crane (1808–1859), peintre et miniaturiste connu pour ses portraits de personnages célèbres, et de Marie Crane (née Kearsley), la fille d'un brasseur prospère. Le métier et les compétences de son père ont influencé Crane, ainsi que son jeune frère Walter Crane, qui deviendra plus tard l'un des illustrateurs pour enfants les plus influents de sa génération.
Crane a fait ses études privées à Torquay. Il est ensuite apprenti chez un avocat, puis travaille pendant plusieurs années au General Post Office avant de se consacrer à une carrière dans les arts. Au début des années 1860 et dans les années 1870, il conçoit des reliures en tissu pour James Burn & Co. Il devient ensuite directeur du design au bureau londonien de Marcus Ward & Co, où il conçoit la devanture et supervise une grande production de cartes et de livres de Noël. Il réalise également une partie des illustrations pour ceux-ci. Pendant le temps où Crane est directeur artistique, Marcus Ward produit un certain nombre d'œuvres célèbres de Walter Crane et Kate Greenaway. Les cartes de Noël de Marcus Ward sont bien connues pour leur qualité et, au cours des années 1800, elles sont recherchées par les collectionneurs d'art. Le critique d'art Gleeson White attribue la popularité à la conception et à la supervision de Crane. White écrit que Crane a supervisé « une série de cartes qui, indépendamment de l'excellence de leurs images ou de leurs motifs floraux, ont été embellies par des ornements des plus raffinés et appropriés sur leurs bordures et leurs dos. Le lettrage n'a pas été laissé au hasard, ni réduit à la simple simplicité d'une étiquette en caractères ordinaires... mais a été prévu pour s'y conformer. Les couleurs qui distinguent cette classe de décoration sont exceptionnellement heureuses. Le lettrage bleu pâle sur fond vert sauge, les cédrats, les olives et les couleurs tertiaires étaient employés de la même manière qu'ils étaient utilisés par la soi-disant école esthétique des meubles de la même période ».
Crane est connu pour son travail ornemental, qui comprenait des motifs floraux et des embellissements. Avec Ellen Elizabeth Houghton, une cousine, et John G. Sowerby (en), il produit une série de livres d'images célèbres pour les enfants. Parmi ceux-ci, At Home (1881), Abroad (1882) et At Home Again (1883) ont été décrits par le bibliothécaire universitaire Roger Dixon comme « parmi les plus beaux livres jamais produits ». Il fait également partie d'un groupe d'artistes, avec William Morris, Edward Burne-Jones et Walter Crane, embauchés par la Royal School of Art Needlework pour concevoir des motifs dans le cadre d'un renouveau de l'art dans la couture ou de la broderie ornementale,. Lui et son frère contribuent également sur des illustrations pour une série de conférences de leur sœur Lucy Crane, écrivaine et spécialiste de l'art. Plus tard, il revient à la peinture de paysage et certaines de ses œuvres paysagères sont exposées à la Royal Academy.
Après avoir été atteint de paralysie, Crane meurt le 27 mai 1903 à l'âge de 59 ans et est enterré au cimetière Kensal Green de Londres.

## Œuvres
Publications incluant ses illustrations :
Marcus Ward & Co.
- (en) Mary S. Lockwood et Elizabeth Glaister, Art Embroidery: a Treatise on the Revived Practice of Decorative Needlework, 1878
- (en) At Home  (ill. avec J. G. Sowerby), 1881
- (en) Abroad  (ill. avec Ellen Houghton), 1882
- (en) At Home Again  (ill. avec Eliza Keary et J. G. Sowerby), 1883
- (en) London Town  (ill. avec Ellen Houghton), 1883
- (en) Calendar of the Months  (ill. avec Kate Greenway), 1884
- (en) Holy Christmas  (ill. avec Georgie Gaskin), 1896

Autres éditeurs
- (en) Lucy Crane, Art and the Formation of Taste, Macmillan & Co., 1882

## Galerie

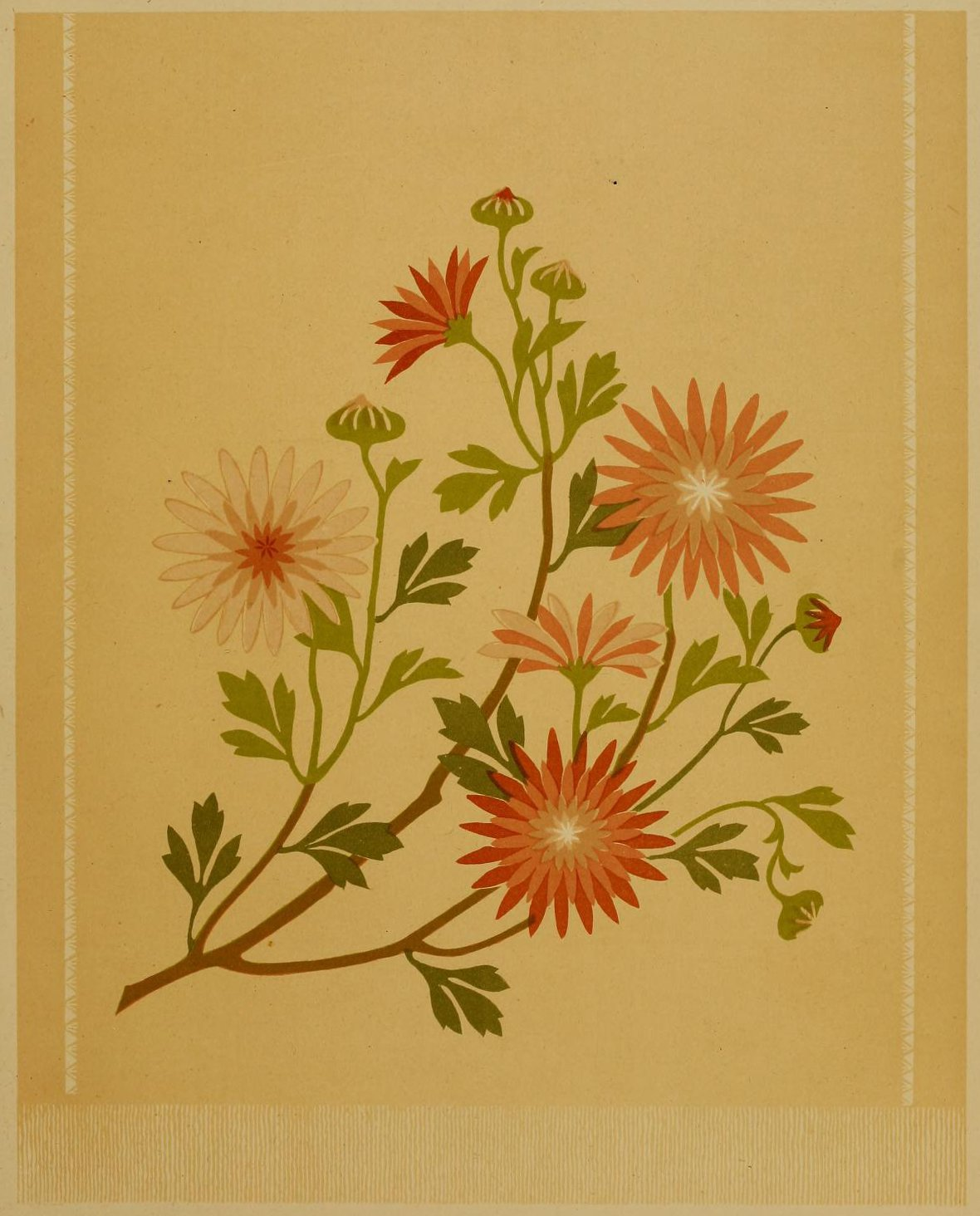
Broderie de 1878.
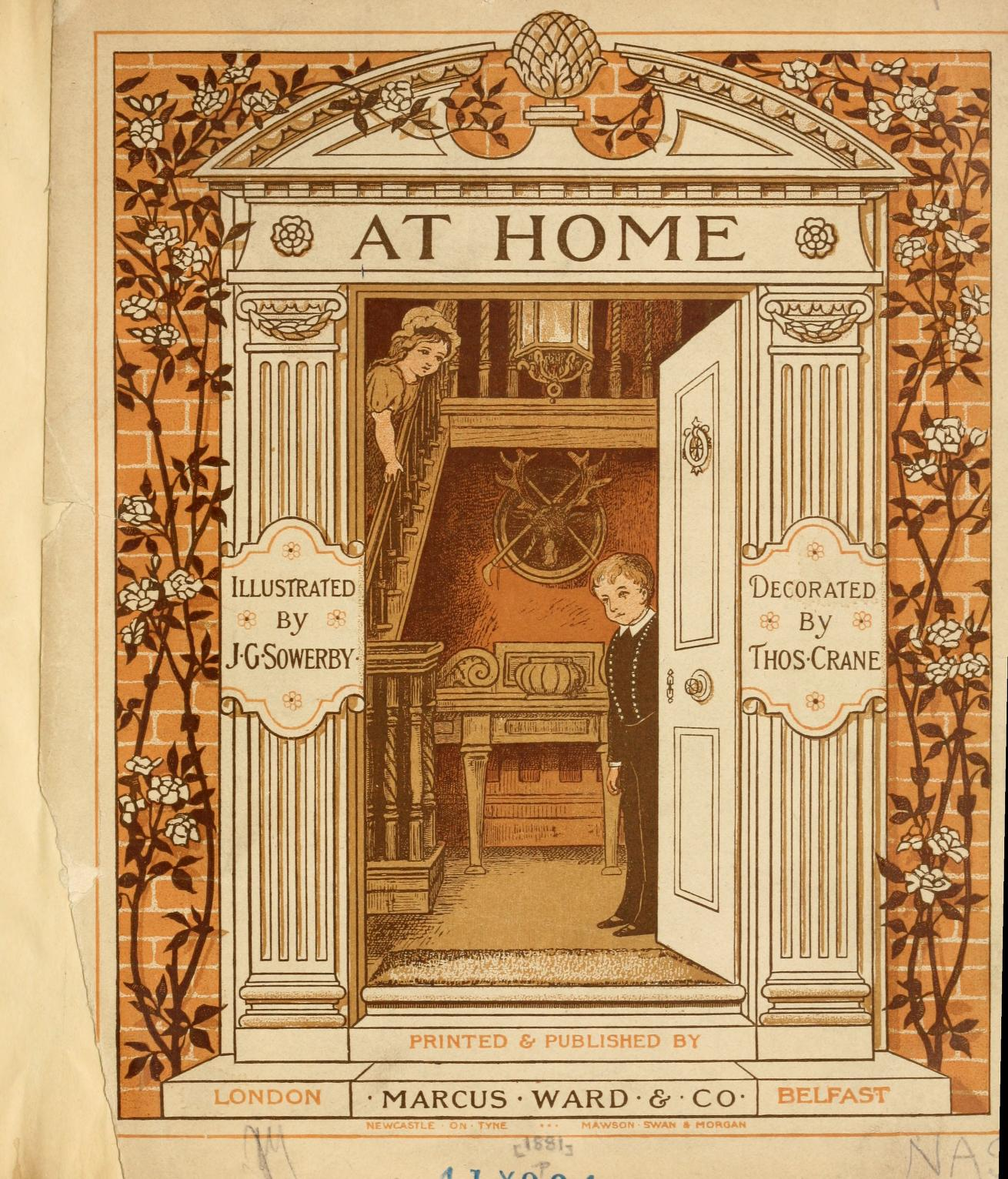
At Home, 1881.
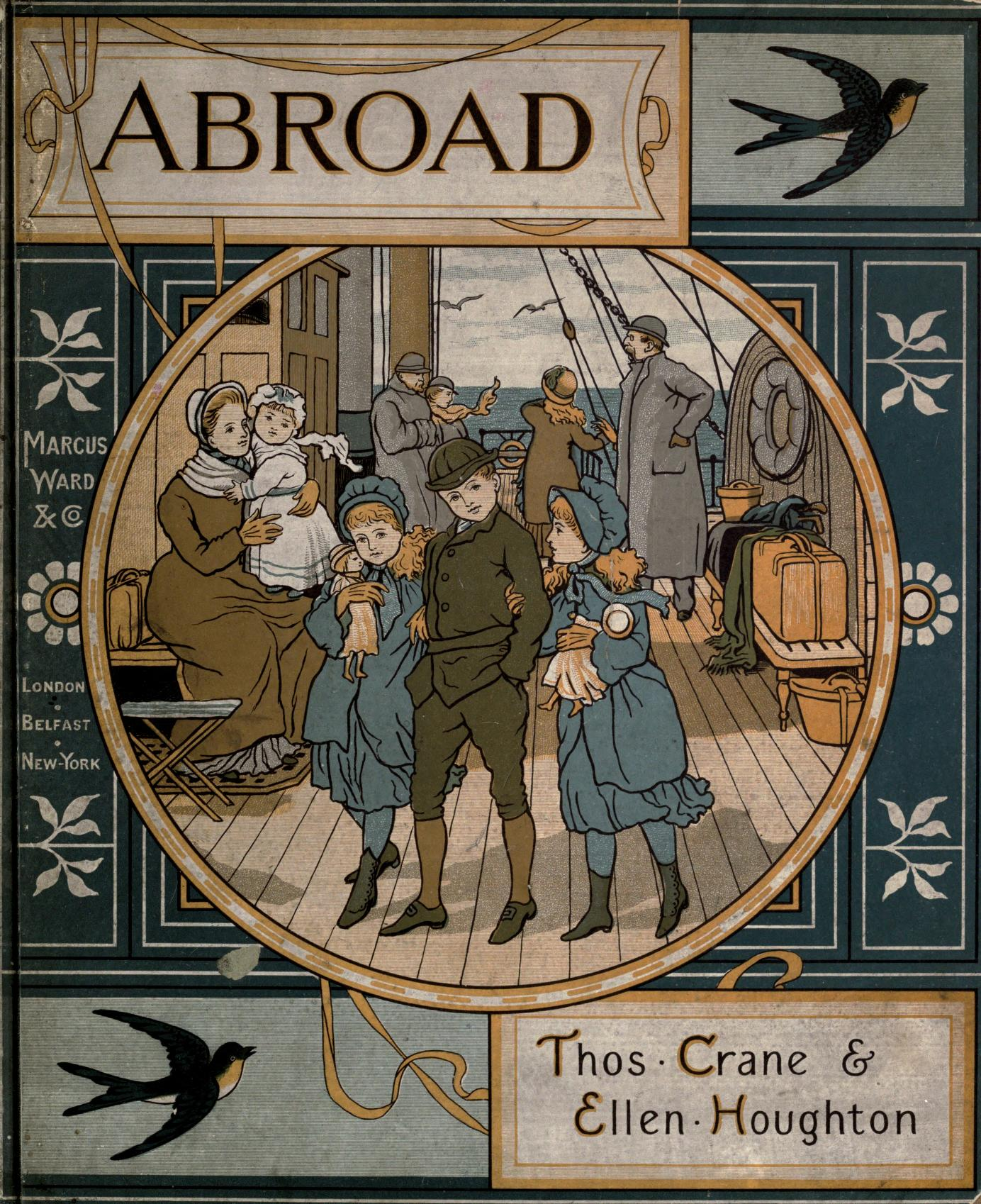
Abroad, 1882.
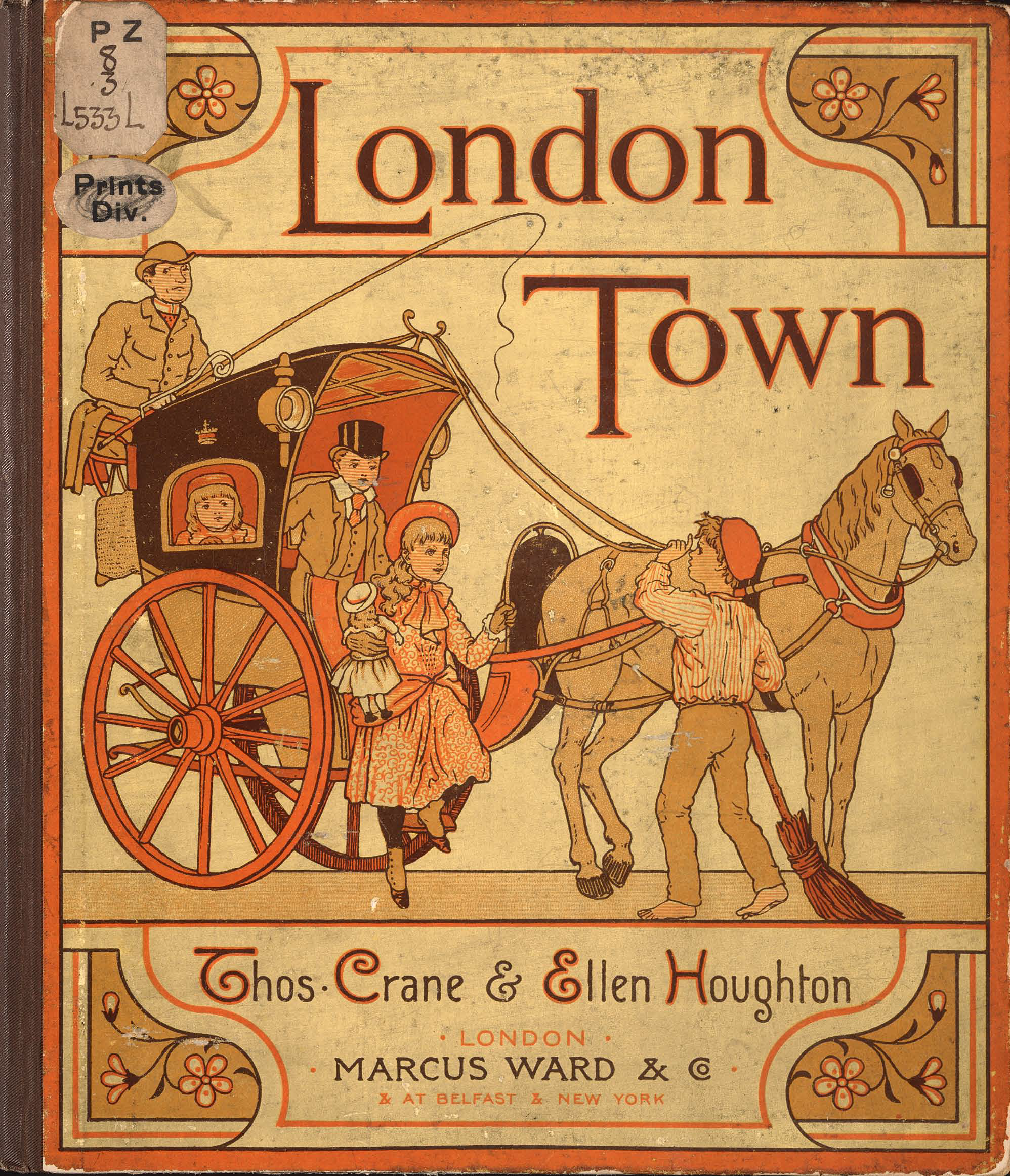
London Town, 1883.
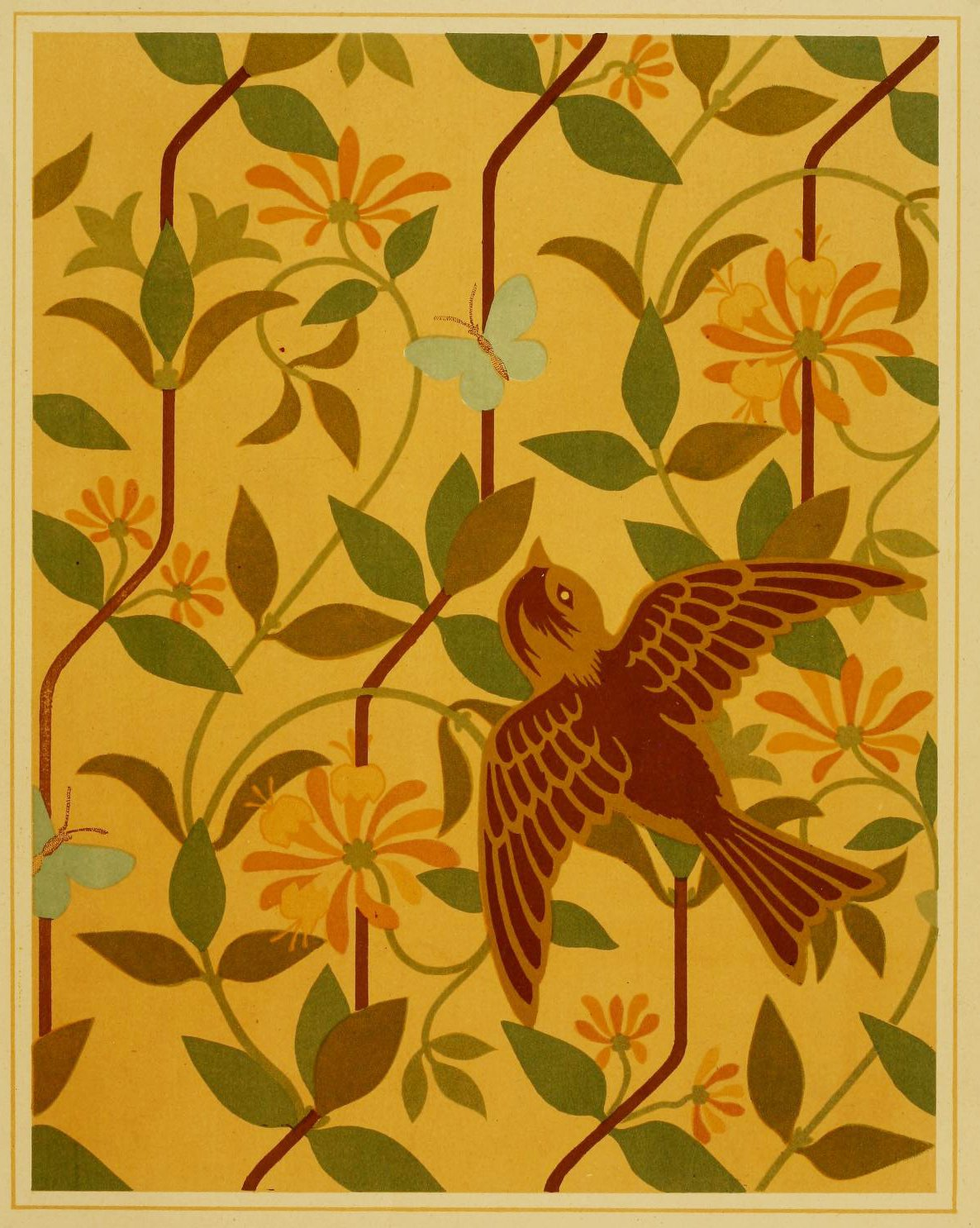
Broderie de 1878.